# Лусарат
Лусарат (вірм. Լուսառատ) — село в марзі Арарат, у центрі Вірменії. Село розташоване за 13 км на захід від міста Арарат, за 11 км на південний схід від міста Аштарака, за 3 км на південь від села Покр Веді, за 5 км від села Єхегнаван.
Село відоме тим, що поруч розташований монастир Хор Вірап, на фоні якого виходить наймальовничніший вид на гору Арарат. Також в монастирі був заточений Григорій Просвітитель.